# Mosia nigrescens
Mosia nigrescens är en fladdermusart som först beskrevs av Gray 1843.  Mosia nigrescens är ensam i släktet Mosia som tillhör familjen frisvansade fladdermöss. IUCN kategoriserar arten globalt som livskraftig.
Inga underarter finns listade i Catalogue of Life. Wilson & Reeder (2005) skiljer mellan tre underarter.
Mosia nigrescens är nära släkt med arterna i släktena Coleura och Emballonura, de sammanfattas i tribus Emballonurini. Däremot avviker muskulaturens konstruktion vid tungbenet från de andra två släktena. Mosia nigrescens har även en smalare kroppsform. Arten når en kroppslängd (huvud och bål) av 32 till 41 mm och en svanslängd av 7 till 12 mm. Den väger bara 2,5 till 4,1 g. Pälsen har en brun färg.
Denna fladdermus förekommer i Sydostasien och i den australiska regionen från Sulawesi över Nya Guinea till Salomonöarna. Habitatet varierar mellan skogar, mangrove och odlade områden.
Individerna vilar i grottor, bergssprickor, hustak och bakom stora palmblad. I motsats till Emballonura bildar hanar och honor ofta gemensamma flockar. De blir aktiva kort före skymningen och jagar olika insekter. Många av dess insekter är vinglösa myror och det antas därför att Mosia nigrescens ofta vistas på marken. Honan föder en unge per kull.